# Georgina Beyer
Georgina Beyer (Wellington, novembre 1957 – Wellington, 6 marzo 2023) è stata una politica neozelandese, prima persona apertamente transessuale ad essere eletta come membro di un Parlamento.

## Biografia
Trasferitasi a Wellington frequentò l'Onslow College. Dopo aver preso il nome "Georgina" (alla nascita si chiamava George Bertrand) diventò una prostituta e spogliarellista, lavorando per alcuni night club del luogo. Dal 27 novembre 1999 al 14 febbraio 2007 fu parlamentare per il Partito Laburista della Nuova Zelanda.
Georgina Beyer è morta nel 2023. Da dieci anni fronteggiava un'insufficienza renale.

## Opere
- Georgina Beyer e Cathy Casey, Change for the Better, Auckland, Random House, ISBN 1-86941-371-7.